# Sympetrum evanescens
Sympetrum evanescens is een libellensoort uit de familie van de korenbouten (Libellulidae), onderorde echte libellen (Anisoptera).
De soort staat op de Rode Lijst van de IUCN als kritiek, beoordelingsjaar 2007.
De wetenschappelijke naam Sympetrum evanescens is voor het eerst geldig gepubliceerd in 1992 door De Marmels.